# Chet Faliszek
Chet Faliszek est un scénariste de jeu vidéo américain travaillant pour la société Valve Corporation. Avec Erik Wolpaw, il était le webmaster de Old Man Murray, ancien site web de commentaires de jeux vidéo.

## Travaux
- Half-Life 2: Episode One
- Portal
- Half-Life 2: Episode Two
- Left 4 Dead
- Left 4 Dead 2
- Portal 2
- Counter-Strike: Global Offensive
- Dota 2
- Portal: Origins